# Morte di Echol Cole e Robert Walker

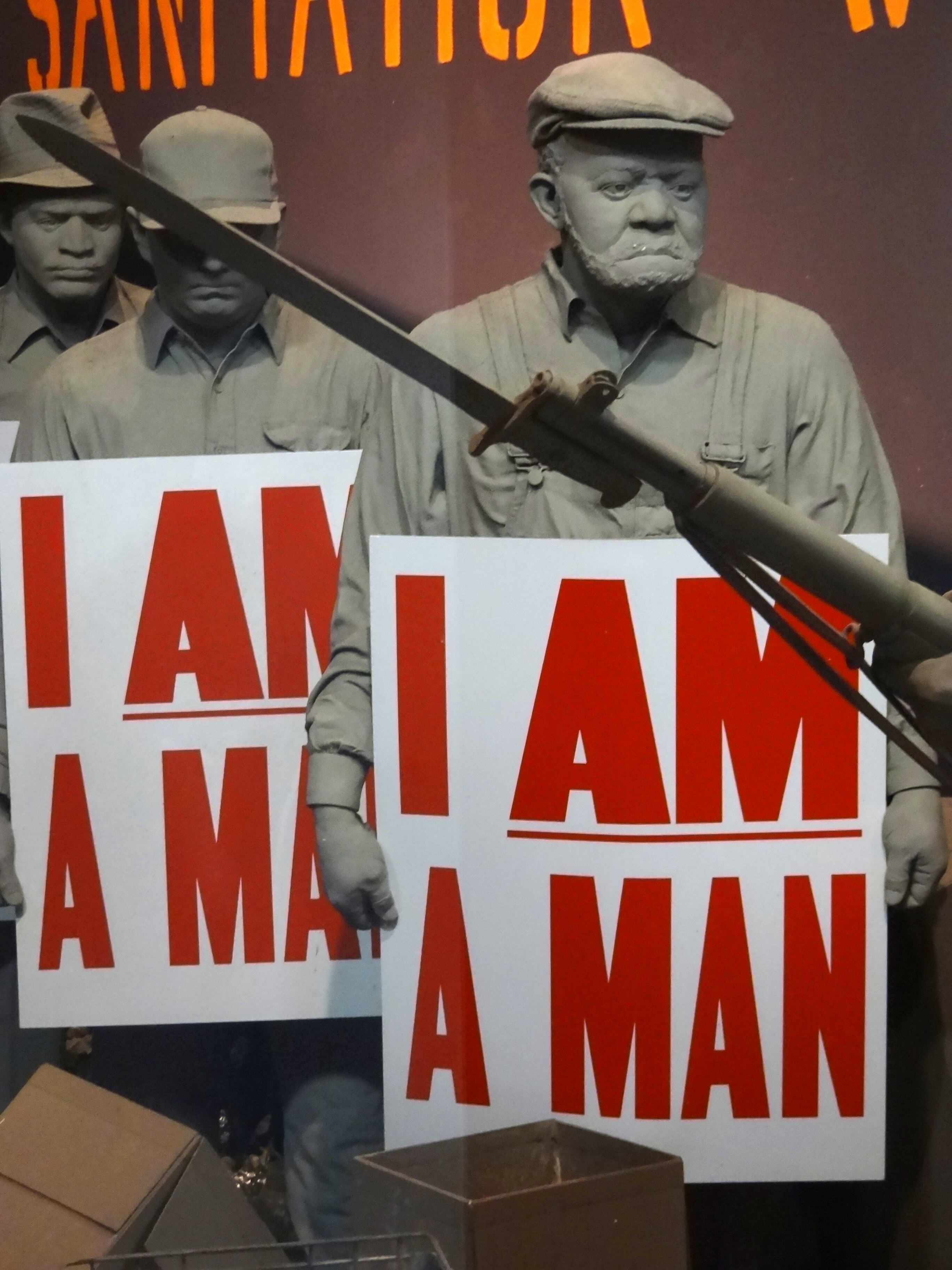
Diorama "I Am a Man!" al National Civil Rights Museum

Echol Cole e Robert Walker sono stati due netturbini afroamericani morti accidentalmente a Memphis, nel Tennessee, all'angolo tra Colonial Rd. e Verne Rd. il 1º febbraio 1968. Quel giorno, mentre lavorava, la coppia cercò riparo da un temporale all'interno del compattatore del loro camion della spazzatura. Non gli fu possibile ripararsi dalla pioggia all'interno di un edificio a causa delle leggi sulla segregazione. Morirono a causa del compattatore che si attivò accidentalmente. La loro morte fu il preludio allo sciopero dei servizi di nettezza urbana di Memphis, durante il quale venne assassinato il famoso leader per i diritti civili Martin Luther King Jr.

## Storia

### L'incidente
Cole (36 anni) e Walker (30 anni) lavoravano come netturbini a Memphis, nel Tennessee. Entrambi erano presenti al lavoro il 1º febbraio 1968, un giorno in cui la pioggia si tramutò in un diluvio, tanto da far traboccare le fogne e allagare le strade. Durante il turno i due cercarono rifugio nel retro del loro camion a causa delle condizioni climatiche avverse. A causa di un malfunzionamento entrambi gli uomini furono schiacciati a morte dal compattatore di rifiuti del camion.
Il loro collega Elester Gregory, che si trovava nella cabina del camion, ha dichiarato: "Il motore ha iniziato a girare a vuoto e l'autista si è fermato, è corso in giro e ha premuto il pulsante per fermare quella cosa... Non sapevo cosa stesse succedendo. Mi è sembrato che uno di loro fosse quasi riuscito a scappare, ma è rimasto incastrato ed è ricaduto lì dentro".

### Le conseguenze
In seguito alla loro morte, le loro vedove non ricevettero più alcun beneficio assicurativo; la città offrì appena un mese di paga per ogni uomo e 500 dollari per le spese funerarie. I Black Memphians donarono 100.000 dollari alle vedove e gli United Auto Workers altri 25.000 dollari. La morte di Cole e Walker fu il catalizzatore dello sciopero dei netturbini di Memphis. L'11 febbraio, dieci giorni dopo la loro morte, il sindacato locale 1733 tenne uno sciopero in cui oltre 400 lavoratori lamentarono il rifiuto della città di garantire salari e condizioni di lavoro dignitose. Gli operai volevano un'azione immediata, ma la città si rifiutò.

Lunedì 12 febbraio 1968, 930 dei 1100 netturbini non si presentarono al lavoro, compresi 214 dei 230 addetti allo scarico delle fogne. Solo 38 dei 108 camion della spazzatura continuarono a muoversi. La loro morte, insieme alle numerose ingiustizie razziali e nei confronti della classe operaia, spinsero Martin Luther King Jr. a unirsi a una marcia cittadina il 18 marzo. La marcia si concluse con un intervento della polizia, ma ne era prevista un'altra. King venne assassinato la sera prima della seconda marcia.
Le bandiere della città furono messe a mezz'asta per loro, ma non furono mai personaggi di dominio pubblico come Lisa Marie Presley, la cui nascita fu annunciata alle 5:01. Cole e Walker non furono annoverati tra i martiri dei diritti civili, né studiati come Rosa Parks in qualità di catalizzatori di un nuovo movimento. Il loro destino fu probabilmente troppo meschino e patetico.»